# Pusztai József
Pusztai József eredeti nevén Pozderecz József (szlovénül Jožef Pustai) (Belatinc, 1864. január 26. – Belatinc, 1934. február 13.) magyarországi szlovén tanító, kántor, író, költő, újságíró, magyarosító. Munkái nagy része vendül íródott, részben pedig magyarul. Álnéven is írt, író álneve Andorhegyi Tibor volt.

## Élete
Zala vármegyében született Pozderecz János és Nemecz Franciska fiaként, családnevét később magyarosította Pusztai-ra. Szülőhelyén járta az elemi iskolát, majd a muraközi Csáktornya állami tanítóképzőjébe került, ahol Bárány Ignác tanította. Báránynak az egyik tankönyvét fordította le Murkovics János, aki először használja a vendben a Gaj-típusú ábécét.
Pusztai tanulmányait Pécsen folytatta tovább, ahol 1883-ban tanítói oklevelet szerzett, s elsajátította a horvát, a német, sőt az akkor kevéssé ismert szlovén irodalmi nyelvet is.
Tanári pályafutását Szőcén kezdte, ahol 1889-ig dolgozott, majd visszatért a Vendvidékre. A Muraszombat melletti Mártonhelyen működött mint kántortanító és itt kezdett el írni. Első műve egy vend énekeskönyv volt, amelyben a magyar fordítás is olvasható volt. Ez már nyilvánvalóan magyarosítási szándékkal született. Cikkeket publikált két nyelven a Muraszombat és Vidéke c. lapba, majd a szombathelyi székhelyű Értesítő-be, amely a vasi tanárok egyletének lapja volt.
További cikkei íródtak a Dober pajdás c. szentgotthárdi szlovén kalendáriumba. Életművében egy imakönyv szerkesztése is szerepel.
1919-ben Belatincon tanított tovább. Támogatta a Magyar Tanácsköztársaságot, annak ellenére, hogy szakrális tárgyú műveket írt korábban. Tkálecz Vilmossal a Klekl Józseftől elkobozott Novine újságban szerkesztett egy ideig kommunista-párti cikkeket. Az nem ismeretes, hogy Tkáleczet támogatta-e, amikor kikiáltották a Vendvidéki Köztársaságot.

## Művei
- Krcsánszko katholicsanszko pesmi z iz potrejbnimi molitvami i vnógimi vogrszkimi peszmami. Bpest, 1893. (Keresztény katholikus egyházi énekek a legszükségesebb imákkal és több magyar énekkel. Vend és magyar szöveg).
- Dober pajdás (1899, 1900, 1901)
- Mála molitvena kniga z potrejbnimi molitvani i vnó gimi peszmami za katholicsanszko mladézen. Uo. 1900. (Kis imakönyv a legszükségesebb imákkal és énekekkel a kath. ifjúság számára)
- Iskolai énekek : az osztatlan és osztott elemi népiskolak számára, 1900.